# مايد كرم
مايد كرم (مواليد 30 يناير 1997) لاعب كرة قدم إماراتي يجيد اللعب في الوسط .
مثل نادي النصر في الفئات السنية إلى أن وصل للفريق الأول في عام 2017 .

## روابط خارجية
- مايد كرم على موقع Soccerway.com (الإنجليزية)